# Lärda tidningar
Lärda tidningar var en litterär tidning med anmälningar om nya böcker, verser och små uppsatser. Den startades av boktryckaren Lars Salvius och utgavs tillsammans med Samuel Leonbom. Den gavs ut åren 1745–48, 1751–73. En flitig bidragsgivare var Carl von Linné.
Tidningen fortsatte med Nya lärda tidningar 1774-01-03 till 1775-12-28 och Stockholms lärda tidningar 1776-01-04 till 1780-12-28.

## Historik
Lärda tidningar, "upplagde i Stockholm för egen kostnad af Lars Salvius", var en litteraturtidning som 1745–73 (med hela 29 årgångar) utgavs av nämnde boktryckare och skriftställare. Tidningen utgjorde en fortsättning av Uppsala Vet. soc:s kortlivade månadsskrift Tidningar om the lärdas arbeten (utgiven 1742 av O. Celsius d.y.).
Lärda tidningar utkom i små enspaltiga oktavblad om fyra sidor, under de tre första åren varje torsdag, men från och med 1748 varje måndag och torsdag. Nyutkomna böcker anmäldes där på ett noggrant, redigt och oväldigt sätt. Dessa anmälningar innehöll sällan ansatser till kritik i modern mening, utan inskränkte sig mest till en torr och schematisk framställning av verkens innehåll. Mesta utrymmet ägnades åt inhemska arbeten, som behandlade olika vetenskaps- och yrkesgrenar. Översikter av Vetenskapsakademiens förhandlingar meddelades regelbundet. Dessutom förekom notiser om vittra arbeten och om tilldragelser i den lärda världen samt en mängd poem, av vilka de allra flesta var lovkväden (på flera språk) till de kungliga personerna på bemärkelsedagar, medan återstoden utgjordes av lyckönskningar över rikets ständer, herdedikter, fabler, översättningar från latinet samt religiösa poem (bland annat av Bellman). Insända uppsatser ledde ofta till polemik av vidlyftigt slag, till exempel Ihres om svenska språket i skolorna. Sedan Lars Salvius avlidit (1773), fortsattes tidningen av Gjörwell med Nya lärda tidningar (1774-75) och Stockholms lärda tidningar (1776-80).